# Ponta Delgada (São Vicente)
Ponta Delgada is een plaats (freguesia) in de Portugese gemeente São Vicente en telt 1325 inwoners (2001).